# Paul Büttner
Friedrich Paul Büttner (* 10. Dezember 1870 in Dresden; † 15. Oktober 1943 ebenda) war ein deutscher Chorleiter, Musikkritiker und Komponist der Spätromantik.

## Leben

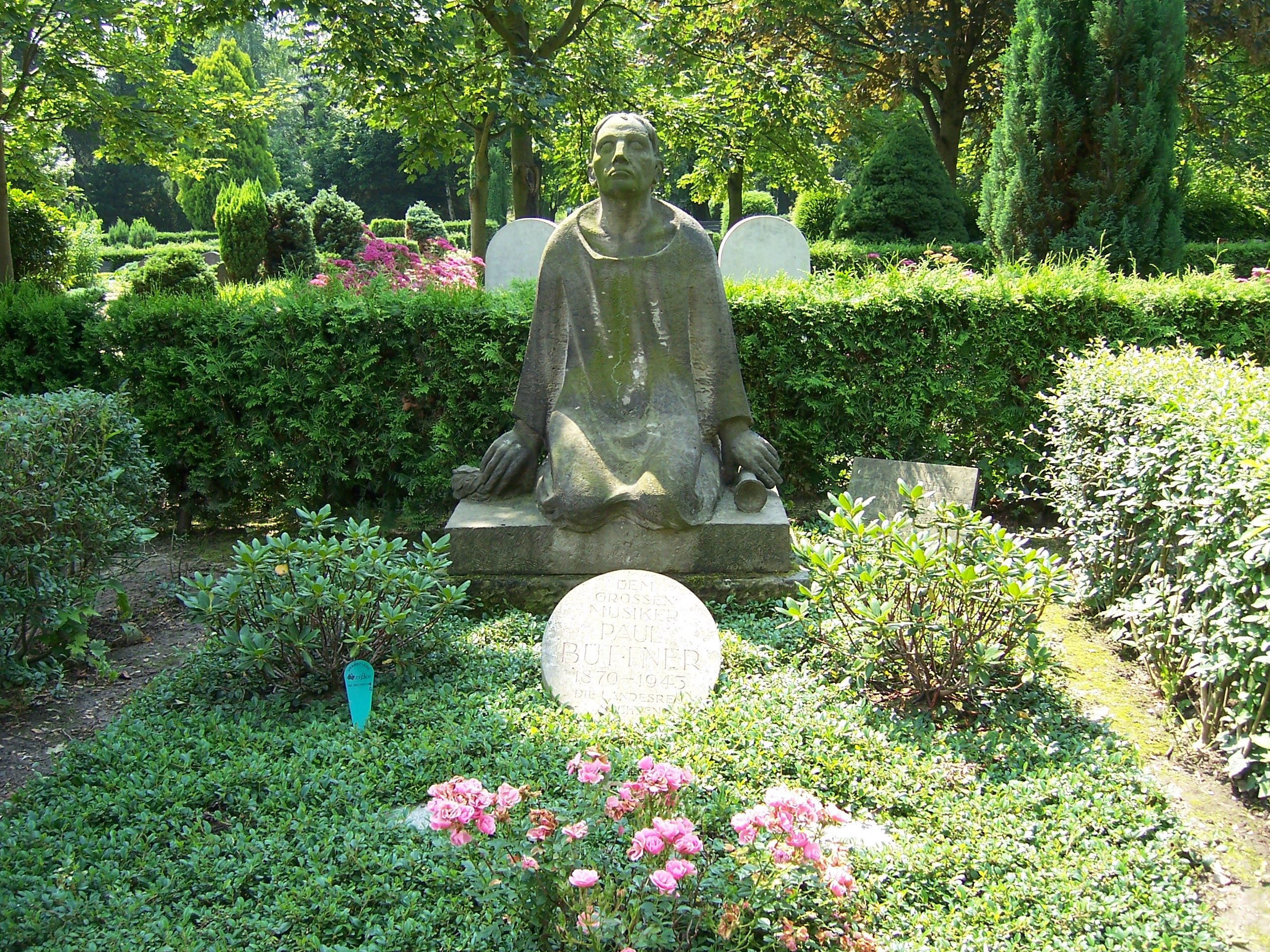
Grab Paul Büttners auf dem Neuen Annenfriedhof in Dresden

Paul Büttners Eltern stammten ursprünglich aus dem Osterzgebirge. Der Vater arbeitete in einer Glasfabrik in Dresden-Löbtau. Im Alter von acht Jahren schrieb Büttner seine ersten kleineren Kompositionen. Nach der Schule erhielt er eine Freistelle am Dresdner Konservatorium. Er studierte zunächst Oboe und nahm dann Kompositionsunterricht bei Felix Draeseke, dessen wichtigster Schüler er wurde.
Der Tod des Vaters machte ihn für den Unterhalt seiner Familie verantwortlich. Büttner verdiente das nötige Geld, indem er als Oboist in verschiedenen kleineren Orchestern zum Tanz aufspielte.
Nachdem Paul Büttner Leiter verschiedener Arbeitergesangsvereine geworden war, wirkte er von 1896 bis 1907 als Chordirigent am Dresdner Konservatorium. Ab 1905 erhielt er die Stelle des Bundesdirigenten des Arbeitersängerbundes Dresden. Er arbeitete 21 Jahre lang ab 1912 als Musikkritiker der sozialdemokratischen Dresdner Volkszeitung. 1917 erhielt er den Professorentitel. 1924 erfolgte die Berufung zum künstlerischen Direktor des Dresdner Konservatoriums.
Mit der Machtübernahme durch die Nationalsozialisten wurde Paul Büttner 1933 all seiner Ämter enthoben. Er wurde aufgrund seiner politischen Tätigkeit in den Jahren zuvor und wegen seiner jüdischen Frau verfemt. Er verstarb in Armut am 15. Oktober 1943 in Dresden. Sein Grab befindet sich auf dem Neuen Annenfriedhof in Dresden.
Paul Büttner war in erster Ehe mit Margaretha Moschkowisch verheiratet, das Paar hatte die Tochter Elisabeth Margareta (* 1902 Dresdner Stadtteil Plauen; † 1987 Dresden). 1909 heiratete er in zweiter Ehe Eva Malzmann (1886–1969). Peter Voigt, einer seiner Enkel aus erster Ehe, pflegte seinen Nachlass, der sich heute in der Sächsischen Landesbibliothek – Staats- und Universitätsbibliothek Dresden befindet.

## Stil
Büttner wird als einer der letzten großen Sinfoniker in der direkten Nachfolge von Anton Bruckner, Johannes Brahms und seinem Lehrer Draeseke erwähnt. Er schrieb Vokalwerke, Kammermusik und sinfonische Werke. In seiner Musik kann man auch den Einfluss Richard Wagners vernehmen. Seine wichtigsten Kompositionen sind seine vier Sinfonien.

## Postume Ehrungen
- In Dresden trägt seit 1946 eine Straße den Namen Büttners.[4]
- 1950 erhielt in Dresden die damalige Volksmusikschule den Namen Büttners. Die Schule ging 1996 in das Heinrich-Schütz-Konservatorium ein. Damit wurde diese Ehrung Büttners ausgelöscht.[5]

## Werke (Auswahl)

### Opern
- Menasche
- Anka (1900) (Libretto von Max Halpern)

### Orchesterwerke
- Vorspiel zur Oper Anka (1895)[6]
- Sinfonie Nr. 1 F-Dur (1898)
- Sinfonie Nr. 2 G-Dur (1908)
- Sinfonie Nr. 3 Des-Dur (1915)
- Sinfonie Nr. 4 h-Moll (1918)
- Präludium, Fuge und Epilog Eine Vision (1920)
- Heroische Ouvertüre C-Dur (1925)
- Ouvertüre h-Moll (1929)
- Slawischer Tanz, Idylle und Fuge (1932)
- Konzertstück für Violine und Orchester G-Dur (1917)
- Das Grab im Busento für Männerchor und Orchester (nach einem Gedicht von August von Platen)[7]

### Kammermusik
- Streichquartett g-Moll
- 3 Violinsonaten
- Trio sonate  Triosonate für Violine, Viola und Violoncello (Kanons mit Umkehrungen im doppelten Kontrapunkt der Duodezime)

## Nachlass
Der Nachlass von Paul Büttner wurde bis zu ihrem Tod von Eva Büttner betreut. Danach wurde er von Büttners Tochter verwaltet, die ihn 1982 der Sächsischen Landesbibliothek – Staats- und Universitätsbibliothek Dresden (SLUB) übereignete.  Er enthält Kompositionen Büttners im Umfang von 48 Katalognummern, sowie 12 Bände Musikkritiken, die Büttner für die Sächsische Volkszeitung Dresden verfasst hat.